# Garbet
Le Garbet est une rivière française des Pyrénées au sud-ouest de la France qui coule dans le département de l'Ariège. C'est un affluent du Salat en rive droite, donc un sous-affluent de la Garonne.

## Géographie
De 25,1 km de longueur, le Garbet prend sa source dans les Pyrénées, dans l'étang du Garbet, sur le flanc nord de la Pique Rouge de Bassiès (2 676 mètres), non loin de la frontière espagnole. De manière générale, son cours est orienté du sud-est vers le nord-ouest. Après un parcours de 25 kilomètres, il se jette dans le Salat en rive droite à Oust, bourg ariégeois situé à 16 kilomètres en amont de Saint-Girons.

### Communes traversées
En Ariège, le Garbet parcourt Aulus-les-Bains, Ercé, Oust et Soueix-Rogalle.

## Principaux affluents
- L'Arse ou Ars : 8,1 km qui s'écoule par la cascade d'Arse, à Aulus-les-Bains.
- Ruisseau Mérigue : 3,1 km
- Ruisseau du Fouillet : 6,1 km à Aulus-les-Bains.
- Ruisseau de l'Estagette : 6,5 km
- Ruisseau des Lanes : 4,5 km

## Hydrologie

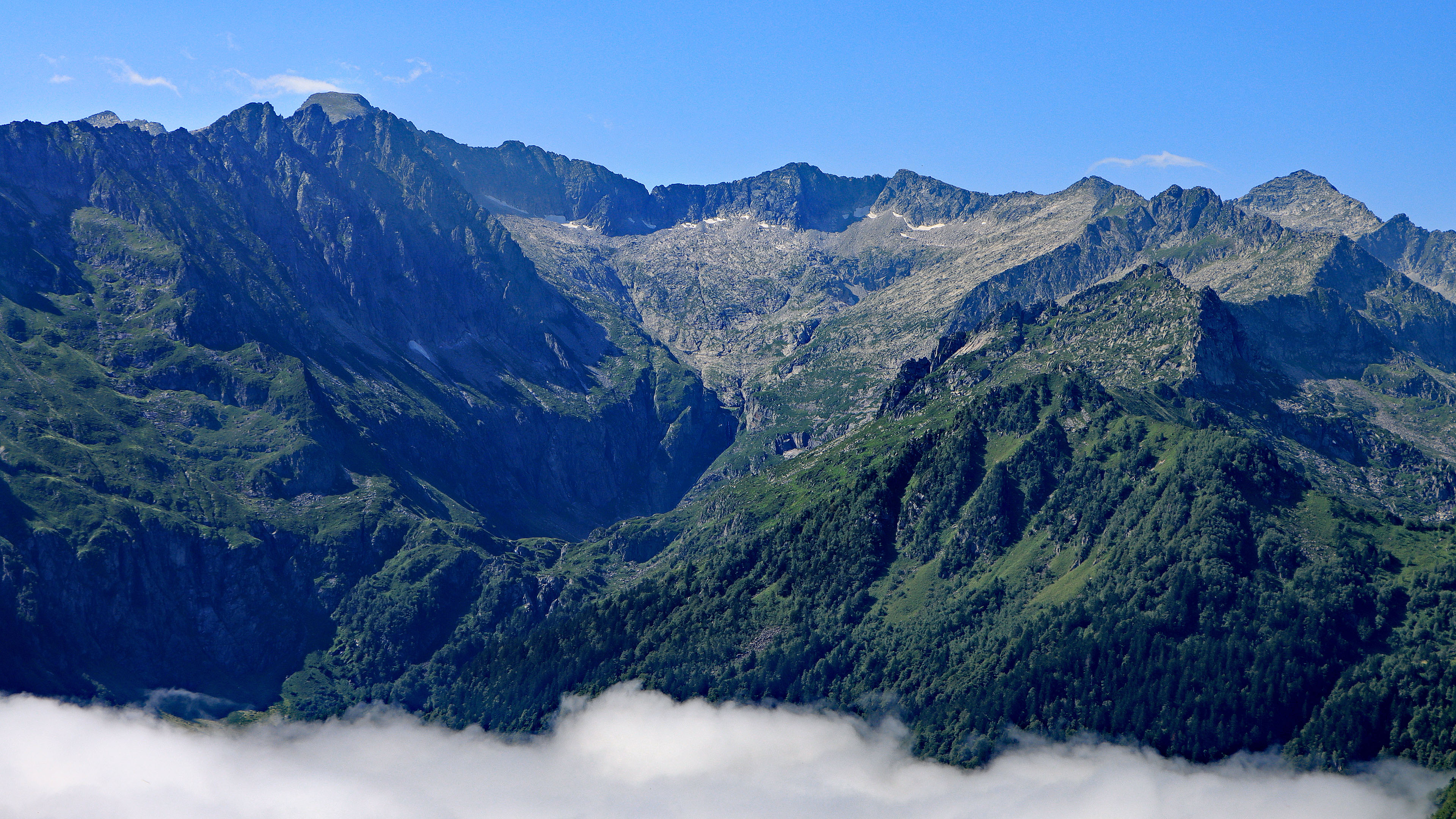
Le cirque du Garbet.

Le Garbet est une rivière extrêmement abondante, compte tenu bien sûr de l'exiguïté de son bassin versant. 

### Le Garbet à Oust

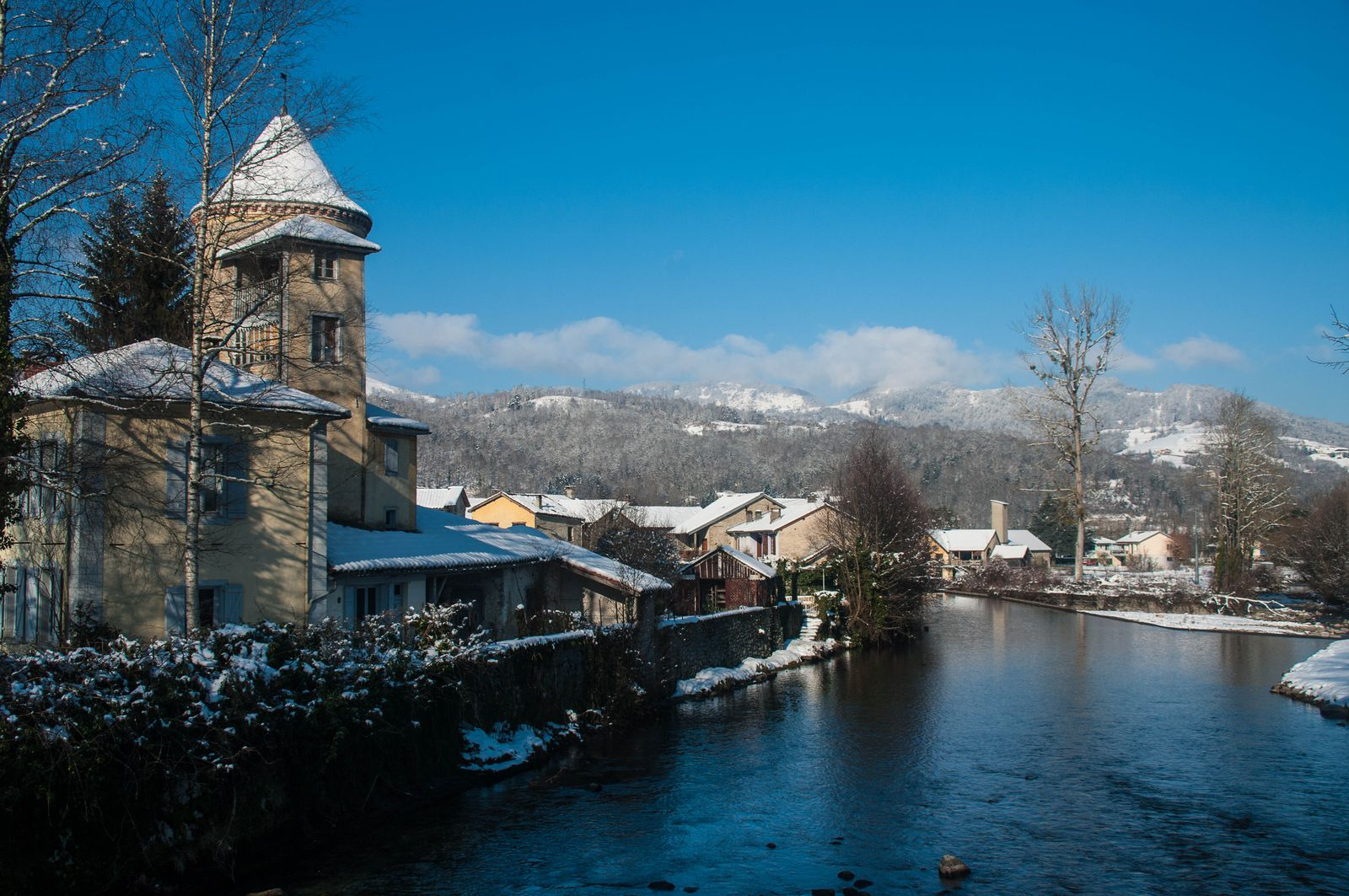
Le Garbet à Oust (ph. P. Goujet).

Son débit a été observé sur une période de 28 ans (1912-1939), à Oust, localité du département de l'Ariège, située au niveau de son confluent avec le Salat. La surface étudiée était de 102 km2, c'est-à-dire la quasi-totalité du bassin versant de la rivière.
Le module de la rivière à Oust est de 6,23 m3/s.
Le Garbet présente des fluctuations saisonnières de débit bien marquées, comme c'est souvent le cas en territoire de haute montagne. Son régime est avant tout nival, avec une composante pluviale pour les altitudes inférieures. Les hautes eaux se déroulent au printemps et se caractérisent par des débits mensuels moyens oscillant entre 8,28 et 12,50 m3/s, d'avril à juin inclus (avec un maximum en mai). Dès le mois de juin, le débit chute rapidement jusqu'aux basses eaux qui ont lieu durant la plus grande partie du reste de l'année (d'août à février). Les mois de juin et de mars constituent deux courtes périodes de transition. Durant les basses eaux, le débit mensuel moyen oscille entre 3,47 et 5,11 m3/s, avec un plancher de 3,47 en septembre. Pendant cette période, on note une petite hausse en novembre (5,11 m3/s - pluies d'automne) et une seconde hausse en janvier (4,8 m3/s). Les fluctuations sont cependant bien plus prononcées sur de plus courtes périodes.

### Étiage ou basses eaux
À l'étiage, le VCN3 peut chuter jusque 0,320 m3/s, en cas de période quinquennale sèche, soit 320 litres par seconde, ce qui est déjà assez sévère.

### Crues
Les crues, quant à elles peuvent être assez importantes malgré la taille modeste du bassin versant de la rivière. La série des QIX n'a pas été calculée, mais la série des QJX (ou débits journaliers calculés de crue) l'a été. Les QJX 2 et QJX 5 valent respectivement 36 et 46 m3/s. Le QJX 10 est de 52 m3/s et le QJ 20 de 59 m3/s, tandis que le QJX 50 n'a pas été calculé faute de durée d'observation suffisante.
Le débit journalier maximal enregistré à Oust durant cette période de 28 ans, a été de 58,9 m3/s le 2 janvier 1935. En comparant cette valeur à l'échelle des QJ de la rivière, il apparaît que cette crue était d'ordre vicennal et donc destinée à se répéter en moyenne tous les 20 ans.

### Lame d'eau et débit spécifique
Le Garbet est une rivière fort abondante et bien alimentée, surtout par les précipitations neigeuses de son bassin. La lame d'eau écoulée dans son bassin versant est de 1 930 millimètres annuellement, un record en France, plus ou moins six fois la moyenne d'ensemble du pays tous bassins confondus. Le débit spécifique (ou Qsp) de la rivière atteint 61,1 litres par seconde et par kilomètre carré de bassin.